# جون س. ميجر
جون س. ميجر هو قاضي ومحامي كندي، ولد في 20 فبراير 1931 في Mattawa, Ontario ‏ في كندا.